# Cheilosia kalatopensis
Cheilosia kalatopensis är en tvåvingeart som beskrevs av Nayar 1968. Cheilosia kalatopensis ingår i släktet örtblomflugor, och familjen blomflugor. Inga underarter finns listade i Catalogue of Life.